# Clifden Castle
Clifden Castle est un manoir situé dans le comté de Galway dans la région du Connemara en Irlande.
Il a été construit vers 1818 par John D'Arcy, en style néo-gothique. Il est inhabité depuis 1894, et depuis est resté à l'état de ruine.

## Galerie

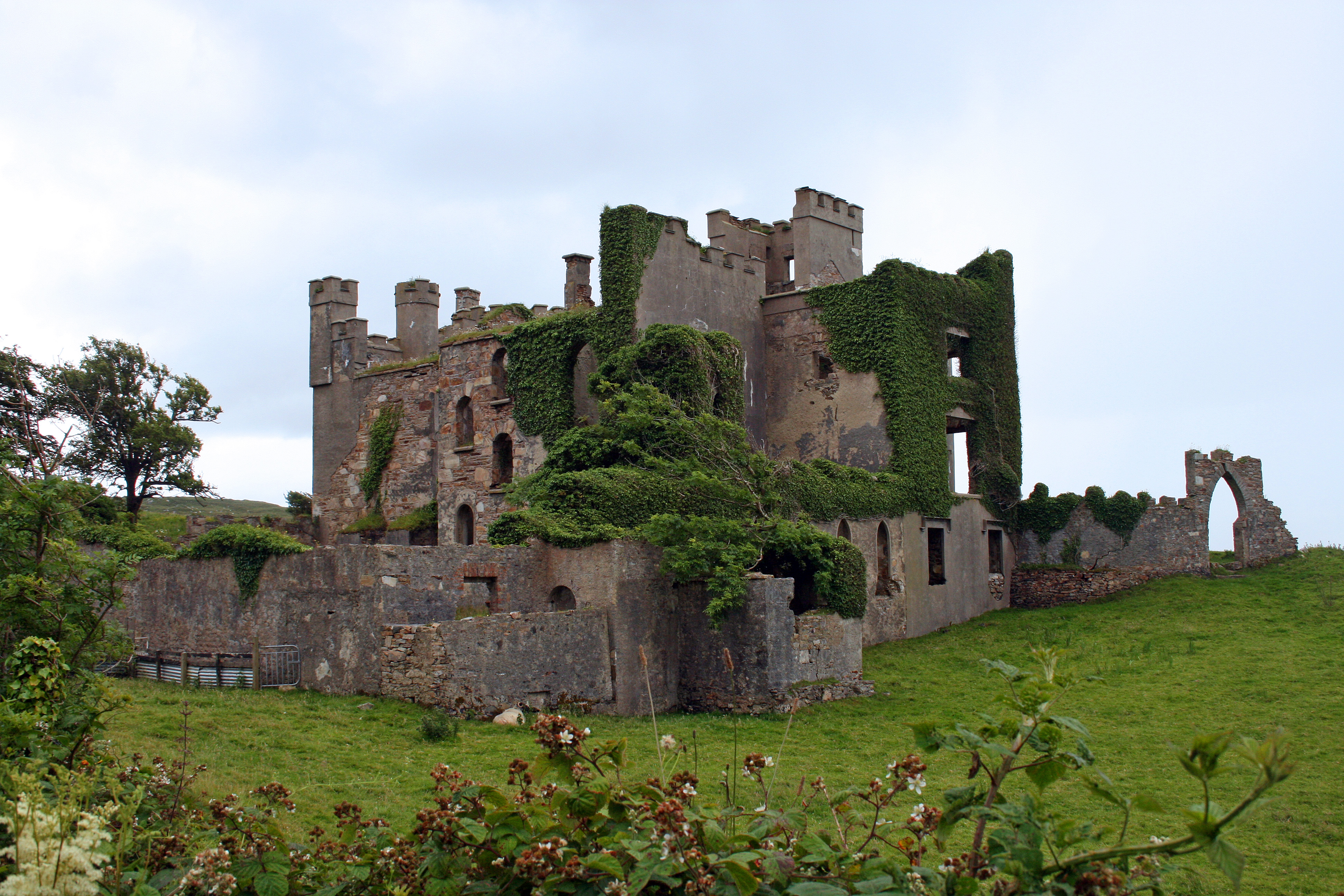
Arrière du château
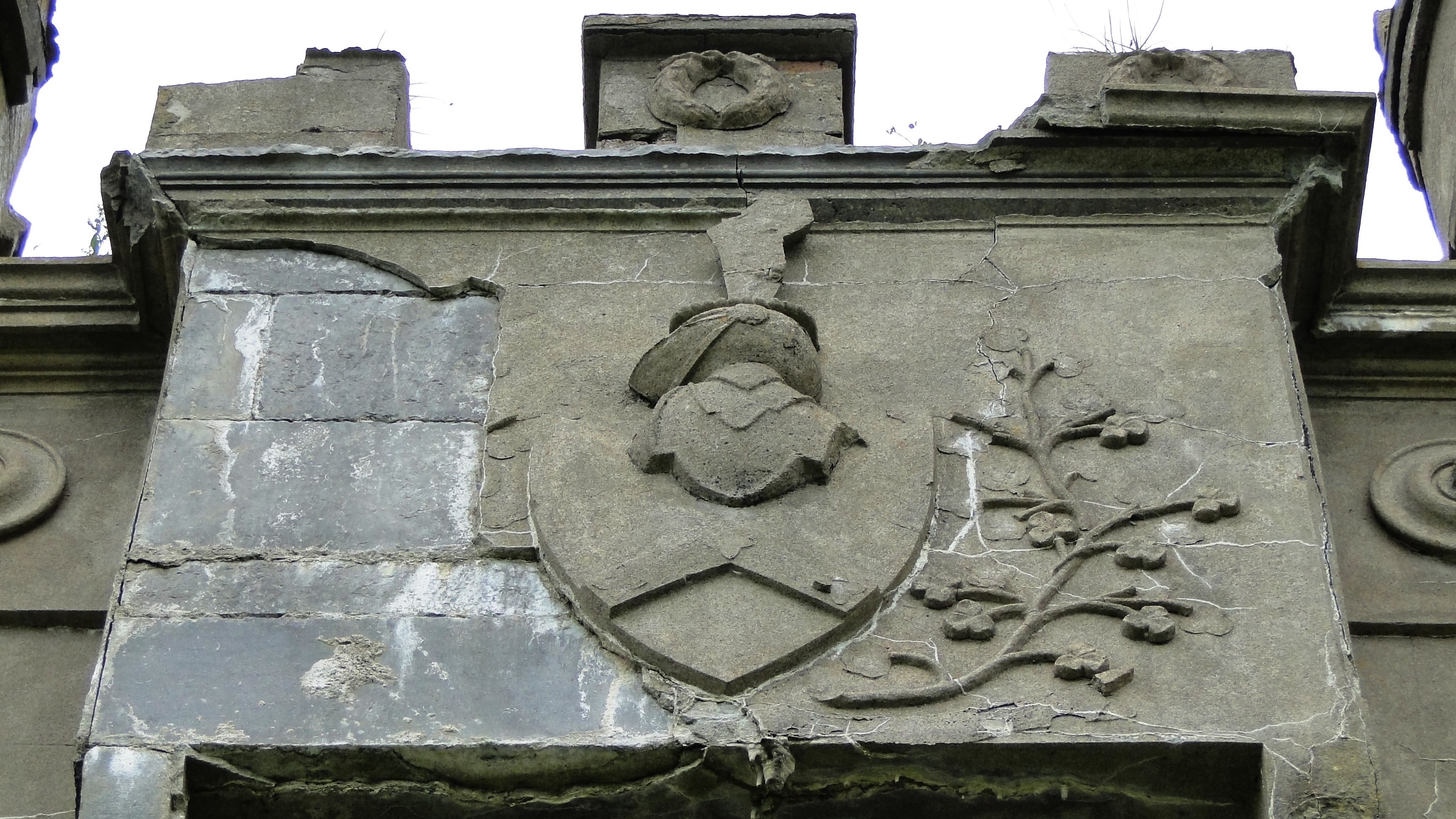
Entrée